# Valjaonica bakra Sevojno
Valjaonica bakra Sevojno (code BELEX : VBSE) est une entreprise serbe qui a son siège social à Sevojno. Elle travaille dans le secteur de la métallurgie et, particulièrement, dans l'industrie du cuivre. Elle entre dans la composition du BELEXline, l'un des principaux indices de la Bourse de Belgrade.

## Historique
Valjaonica bakra Sevojno a commencé à produire en 1952 ; la société a été privatisée en 2004. Elle a été admise au libre marché de la Bourse de Belgrade le 21 juillet 2005.

## Activités
Valjaonica bakra Sevojno produit du cuivre et des alliages de cuivre. Elle fabrique des produits laminés plats : plaques, tôles en bandes, feuilles ou lamelles, ainsi que des tubes, des tiges et des barres, des produits profilés et des fils.
La société dispose de cinq filiales, dont Valjaonica Metalurgija d.o.o.. Valjaonica-Femod d.o.o. créée en 2007, fabrique et répare des machines et des équipements électrotechniques, Valjaonica Bezbednost d.o.o., créée en 2006, travaille dans le secteur de la sécurité industrielle, Valjaonica Ambalaža d.o.o. dans celui des emballages et Valjaonica Standard d.o.o. assure notamment la restauration du personnel de l'entreprise.

## Données boursières
Le 3 juin 2014, l'action de Valjaonica bakra Sevojno valait 800 RSD (6,94 EUR). Elle a connu son cours le plus élevé, soit 6 299 RSD (54,66 EUR), le 15 mai 2007 et son cours le plus bas, soit 606 RSD (5,25 EUR), le 6 avril 2009.
Le capital de Valjaonica bakra Sevojno est détenu à hauteur de 80,87 % par East Point Metals ltd.